# McMahon-Husain-korrespondensen

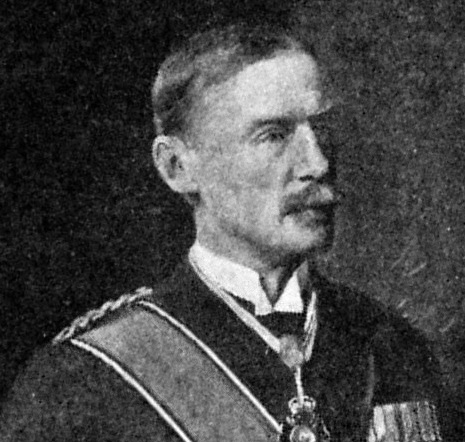
Henry McMahon

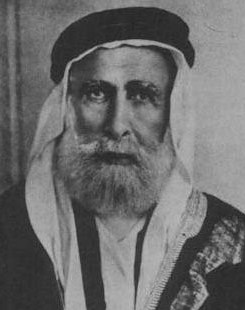
Hussein bin Ali

McMahon-Husain-korrespondensen, även kallat McMahon-Husain-avtalet, var en brevväxling mellan emiren av Mecka Hussein ibn Ali och Henry McMahon, brittisk high commissioner i Egypten, som ägde rum 1915–16  under första världskriget. Korrespondensen ingick i de brittiska förhandlingarna med Hussein om den politiska framtiden för de arabiska länderna i Mellanöstern och Storbritannien strävade efter att börja ett arabiskt uppror mot Osmanska riket. Resultatet av denna brevväxling blev att om Hussein samarbetade i kampen mot osmanerna utlovades han brittiskt stöd och arabisk självständighet i området.
I juni 1916 iscensatte Hussein och hans söner den arabiska revolten som kulminerade i september 1918. 
Korrespondensen har sedan tolkats som ett brittiskt löfte om ett oberoende arabiskt Palestina i det som efter första världskriget blev det brittiska Palestinamandatet.